# Cher Deng
Cher Garang Deng (* 30. Juni 2005) ist ein australischer Fußballspieler.

## Karriere
Cher Deng erlernte das Fußballspielen in den australischen Jugendmannschaften der Queensland Lions, Brisbane Roar sowie den Central Coast Mariners. 2022/23 wurde er als Jugendspieler von Brisbane Roar in der zweiten Mannschaft eingesetzt. Die zweite Mannschaft spielte in der National Premier Leagues Queensland. Hier bestritt er als Jugendspieler 22 Ligaspiele. Im Februar 2025 zog es ihn nach Singapur. Hier unterschrieb er einen Vertrag beim Erstligisten Balestier Khalsa. Sein Erstligadebüt gab Deng am 23. Februar 2025 (26. Spieltag) im Heimspiel gegen die Lion City Sailors. Bei der 1:5-Heimniederlage wurde er nach der Halbzeitpause für Abdil Qaiyyim eingewechselt. In seiner ersten Profisaison bestritt er zehn Ligaspiele.